# 毛恭儉
毛恭儉（1699年11月11日（康煕三十八年九月二十日）—1766年3月9日（乾隆三十一年正月二十九日）），和名座喜味親方盛秀，童名塩滿金，號宜文，琉球國第二尚氏王朝政治家、三司官。毛氏喜屋武殿內四世。
乾隆二年（1737年），因八重山船漂泊到日本的肥前，琉球希望日本加以照顧，派毛恭儉出使薩摩藩。乾隆九年（1744年），毛恭儉以年頭使的身份出使薩摩藩。乾隆十四年（1749年），再次擔任年頭使，出使薩摩藩。
乾隆十五年十二月初四日（1751年1月1日），就任三司官。乾隆十七年九月二十八日（1752年11月3日）致仕。乾隆三十一年正月二十九日（1766年3月9日）卒，壽六十八。

## 家族
- 父：毛温良（座喜味親方盛守）
- 母：思武太金（向氏名護按司朝有女）

- 室：思武太（號慈心。毛天相（池城親方安倚）女）
  - 長女：眞呉染
  - 長男：毛彩清（座喜味親方盛長）
  - 次女：眞蒲戸
  - 次男：盛俊
  - 三男：盛房
  - 四男：盛富
  - 三女：眞加戸（嫁毛氏伊野波里之子親雲上盛苗）
  - 四女：眞牛
  - 五男：毛彩明（盛敷）
  - 五女：眞鶴（嫁向氏湧川親方朝興）